# کیلپک
کیلپک (به انگلیسی: Kilpeck) یک روستا و محله مدنی در بریتانیا است که در هرفوردشر واقع شده‌است. کیلپک ۲۱۵ نفر جمعیت دارد.